# Ordre de succession au trône tongien

Étendard royal des Tonga

L'ordre de succession des Tonga est régie par la constitution de 1875. La couronne est transmise selon la primogéniture cognatique à préférence masculine. Seuls les descendants légitimes à travers la lignée légitime du fils et du petit-fils du roi George Tupou Ier ont le droit à la succession au trône. Un descendant perd son droit à la succession et prive également ses propres descendants de leur droit à la succession au trône, s'il se marie sans la permission du monarque.

## Ligne de succession actuelle
- Roi Tupou IV (1918-2006)

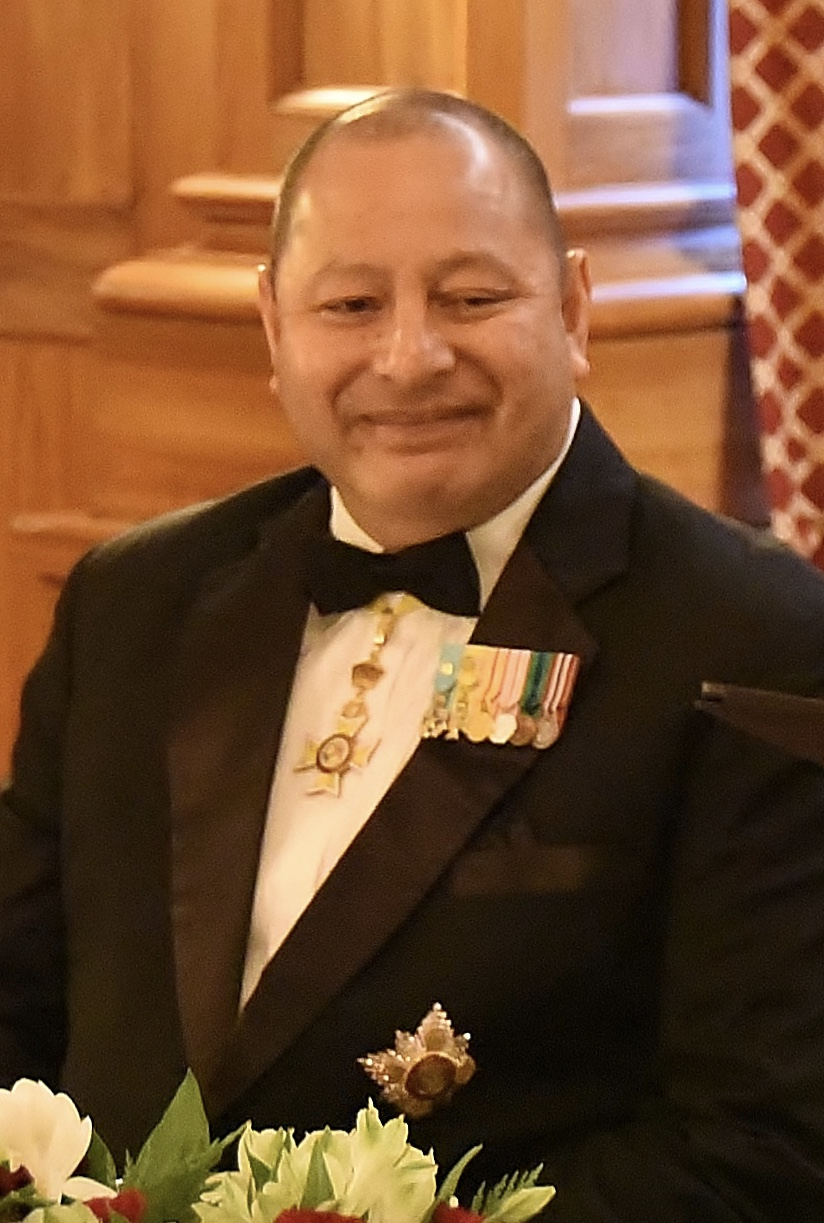
Le roi Tupou VI en 2019

  - Prince Fatafehi 'Alaivahamama'o Tuku'aho (en) (1954-2004), exclu de la ligne de succession en 1980 à la suite de son mariage avec une roturière
    - Prince Tungi (en) (1990)
    - Salote Maumautaimi Tuku'aho (en) (1991)
    - Fatafehi Sione Ikamafana Ta'anekinga 'o Tonga Tuku'aho (1994)
    - 'Etani Ha'amea Tupoulahi Tu'uakitau Ui Tu'alangi Tuku'aho (1995)

  - Roi Tupou VI (1959)
    - (1) Prince Tupouto'a 'Ulukalala (1985), prince héritier des Tonga
      - (2) Prince Taufa'ahau Manumataongo (en) (2013)
      - (3) Princesse Halaevalu Mata'aho (2014)
      - (4) Princesse Nanasipau'u (2018)
      - (5) Princesse Salote Mafile'o Pilolevu (2021)

    - (6) Prince Ata (1988)
    - (7) Princesse Lātūfuipeka Tuku'aho (en) (1983)

  - (8) Princesse Salote Mafile'o Pilolevu Tuita (en) (1951)
    - (9) Sālote Lupepau'u Salamasina Purea Vahine Arii 'Oe Hau Tuita (1977)
      - (10) Phaedra Anaseini Tupouveihola Ikaleti Olo-'i-Fangatapu Fusitu'a (2003)

    - (11) Titilupe Fanetupouvava'u Tuita-Tupou Tu'ivakano (1978)
      - (12) Simon Tu'iha'atu'unga George Ma'ulupekotofa Tu'ivakano (2011)
      - (13) Michaela Tu'ivakano (2012)
      - (14) Fatafehi Tu'ivakano (2013)

    - (15) Frederica Lupe'uluiva Fatafehi 'o Lapaha Tuita Filipe (1983)
      - (16) Latu'alaifotu'aika Fahina e Paepae Tian Tian Filipe (2014)

    - (17) Lupeolo Halaevalu Moheofo Virginia Rose Tuita (1986)

## Annexe